# دون كولمان (مغني)
دون كولمان هو مغني وكاتب أغاني كندي، ولد في القرن العشرين.

## وصلات خارجية
- الموقع الرسمي